# Psechrus aluco
Espèce
Psechrus aluco est une espèce d'araignées aranéomorphes de la famille des Psechridae.

## Distribution
Cette espèce est endémique de Java en Indonésie,. Elle a été découverte sur le mont Gede à 1 450 m d'altitude.

## Publication originale
- Bayer, 2012 : The lace-sheet-weavers--a long story (Araneae: Psechridae: Psechrus). Zootaxa, no 3379, p. 1-170.